# 梶井厚志
梶井 厚志（かじい あつし、1963年6月4日 - ）は、日本の経済学者。専門は、ゲーム理論・数理経済学。学位は、Ph.D.（ハーバード大学・1991年）。京都大学名誉教授。関西学院大学教授。Econometric Society・フェロー、元Econometrica編集委員。2007年日本学術振興会賞、2008年日本経済学会中原賞受賞。
不確実な状況下における市場均衡に関する研究を専攻しており、日本を代表する理論ミクロ経済学者である。

## 来歴
1963年広島県呉市生まれ。高校卒業後は一橋大学経済学部に進学、学部時代は武隈慎一ゼミナールに所属した。一橋大学経済学部卒業後は同大学院を経て、ハーバード大学に進学し、1991年に同大学よりPh.D.を取得した。ハーバード大学での指導教官はアンドリュー・マスコレル。
Ph.D.取得後はペンシルベニア大学助教授、筑波大学助教授、大阪大学社会経済研究所教授を経て、京都大学経済研究所教授（2003年）。2007年には第3回日本学術振興会賞を、2008年には日本経済学会中原賞を受賞した。また、2013年からはシンガポールマネージメント大学客員教授も務めている。2019年、京都大学を退職し関西学院大学経済学部教授に着任。2020年京都大学名誉教授。

## 主要著作[7]
論文
- "The Robustness of Equilibria to Incomplete Information, with Stephen Morris. Econometrica 65，(1997), 1283-1309.
- "Constrained Suboptimality in Incomplete Markets: A General Approach and Two Applications, [with Alessandro Citanna and Antonio Villanacci], Economic Theory 11, (May 1998), 495-522.
- "Payoff Continuity in Incomplete Information Games, [with Stephen Morris], Journal of Economic Theory 82, (September 1998), 267-276.
- "Intrinsic Preference for information," [with Simon Grant and Ben Polak], Journal of Economic Theory, 83 (December 1998), 233-259.
- "The Structure of Sunspot Equilibria: the Role of Multiplicity, [with Piero Gottardi]. Review of Economic Studies, 66 (July 1999), 713-732.
- "Cominimum Additive Operators", [with Hiroyuki Kojima and Takashi Ui], Journal of Mathematical Economics 43, (February 2007), 218-230.
- "Interim Efficient Allocations under Uncertainty" [with Takashi Ui], Journal of Economic Theory vol.144, No. 1, (January 2009) 337-353. (available on line 1 July 2008)
- "Sunspot Equilibria in a Production Economy: Do Rational Animal Spirits Cause Overproduction?", The Japanese Economic Review, Vol. 60, No. 1, (March 2009), 35-54.
- "Generalized Utilitarianism and Harsanyi's Impartial Observer Theorem" [with Simon Grant, Ben Polak and Zvi Safra], Econometrica, Vol. 78, No. 6 (November, 2010), 1939-1971.

書籍
- 『ミクロ経済学：戦略的アプローチ』（松井彰彦と共著）日本評論社、2000年、ISBN 978-4535552029。
- 『戦略的思考の技術：ゲーム理論を実践する』中央公論新社、2002年、ISBN 978-4121016584。
- 『戦略頭脳：実践に役立つ4つの戦略とその活用法』サンマーク出版、2003年、ISBN 978-4763195401。
- 『ヒーローでわかる日本経済』ランダムハウス講談社、2004年、ISBN 978-4121018717。
- 『故事成語でわかる経済学のキーワード』中央公論新社、2006年、ISBN 978-4121018717。
- 『コトバの戦略的思考：ゲーム理論で読み解く「気になる日本語」』ダイヤモンド社、2010年、ISBN 978-4478012802。
- 『昔話の戦略思考』日本経済新聞出版社、2018年、ISBN 978-4532263430。

## 年譜

### 略歴
- 1963年 - 広島県呉市生まれ[4]
- 1986年
  - 一橋大学経済学部卒業[4]
  - 一橋大学大学院経済学研究科入学[4]
- 1991年
  - ハーバード大学大学院経済学研究科博士課程修了[4][8]、Ph.D. in economics （経済学博士）[8]
  - ペンシルベニア大学経済学部助教授（Assistant Professor）[4][8]
- 1996年 - 筑波大学社会工学系助教授[4]
- 2002年 - 大阪大学社会経済研究所教授[4]
- 2003年 - 京都大学経済研究所教授[4]
- 2013年 - シンガポールマネージメント大学経済学部客員教授[1]
- 2019年 - 関西学院大学経済学部教授[1]
- 2020年 - 京都大学名誉教授[6]
- 2021年 - 関西学院大学大学院経済学研究科委員長補佐[9]

#### 学会活動
- 2001年7月 Econometrica編集委員（ - 2007年6月）[1]
- 2008年4月1日 日本経済学会常任理事（ - 2011年3月31日）[1]
- 2013年5月1日 Journal of Mathematical Economics編集長（Editor-in-Chief）（ - 2019年12月31日）[1][8]
- 2016年1月 Econometric Society, Asia Region Standing committee 代表者（Chair）（ - 2019年12月31日）[8]
- 2020年1月 Econometric Society, Asia Region Standing committee 書記（Secretary）（ - 2021年6月30日）[8]

#### 社会的活動
- 2010年 - 国家公務員採用Ⅰ種試験試験専門委員（ - 2012年）[8]

### 受賞歴
- 2007年 - 第三回日本学術振興会賞受賞 - 受賞理由：「不確実性と情報のミクロ経済理論」[4]
- 2008年 - 日本経済学会中原賞受賞[5]
- 2012年 - Econometric Societyフェロー[1]